# Lucky (Luisiana)
Lucky es una villa situada en la parroquia de Bienville, en Luisiana, Estados Unidos. Tiene una población estimada, a mediados de 2023, de 240 habitantes.

## Geografía
La localidad está ubicada en las coordenadas 32°14′39″N 93°0′48″O / 32.24417, -93.01333. Según la Oficina del Censo, tiene una superficie total de 21.21 km², de los cuales 21.16 km² corresponden a tierra firme y 0.05 km² están cubiertos de agua.

## Demografía
Según el censo de 2020, en ese momento había 251 personas residiendo en la localidad. La densidad de población era de 11.83 hab./km². El 54.98% eran afroamericanos, el 40.24% de los habitantes son blancos y el 4.78% eran de una mezcla de razas. Del total de la población, el 0.40% era hispano o latino.